# Carlos Annacondia
Carlos Annacondia (född 12 mars 1944 i Quilmes, Argentina) är en argentinsk karismatisk, kristen predikant. Han är ledare för missionsorganisationen Message of Salvation International. Han är, tillsammans med bland andra Claudio Freidzon, en av huvudpersonerna i Väckelsen i Argentina, en väckelse som har pågått sedan början på 1990-talet. Han ärknas även som en av de främsta inom pingströrelsen, och var en av huvudtalarna vid 100-årsjubileet av Väckelsen på Azusa Street 2006.
Annacondia blev frälst 1979. Han hade tidigare varit en framgångsrik affärsman, men valde nu att påbörja en bana som predikant. Han är bunden till Assemblies of God. Han började evangelisera i Buenos Aires, men turnerar nu över hela Amerika. Han har blivit känd för att driva ut onda andar och hela besatta människor.